# Bookmolen (Baasrode)
De Bookmolen is een windmolenrestant in de tot de Oost-Vlaamse gemeente Dendermonde behorende plaats Baasrode, gelegen aan de Bookmolenstraat 150.
Deze ronde stenen molen van het type beltmolen fungeerde als korenmolen.

## Geschiedenis
De molen werd voor het eerst vermeld in 1818. Tot 1932 werd op windkracht gemaln, daarna met behulp van een motor. In 1942 werd nabij de molen een mechanische maalderij opgericht waarin de molenstenen van de molen gebruikt werden, terwijl ook een haverpletter en een hamermolen werden geïnstalleerd.
In 1949 werd het wiekenkruis verwijderd en de molenromp diende voortaan als opslagplaats. In 2003 stopte ook de mechanische maalderij met de productie. De molenromp werd omgebouwd tot woning met panoramisch dak, ook de molenbelt kwam weer tot stand. In 2004 werd de molenromp, samen met de mechanische maalderij en de gekasseide toegangsweg, geklasseerd als monument.
- Inventaris van het Bouwkundig Erfgoed (Vlaanderen): 48874